# جک لو گف
جک لو گف (فرانسوی: Jack Le Goff‎؛ ۸ آوریل ۱۹۳۱ – ۲۴ ژوئیهٔ ۲۰۰۹) سوارکار اهل فرانسه بود.
وی در مسابقات کشوری و بین‌المللی در مجموع برندهٔ ۱ مدال برنز شده‌است.